# روه مو هيون
روه مو هيون (بالكورية: 노무현)، (ولد 1 سبتمبر 1946 – توفي 23 مايو 2009)، سياسي من كوريا الجنوبية شغل منصب رئيس كوريا الجنوبية (2003 – 2008). كان عمل روه ما قبل الرئاسي مُركزًا على الدفاع عن حقوق الإنسان للطلبة الناشطين في كوريا الجنوبية. وتوسعت حياته الانتخابية بعد ذلك لتتركز على التغلب على الجهوية في سياسة كوريا الجنوبية، لتبلغ ذروتها عندما انتُخب رئيسًا للجمهورية. حصل روه على عدد كبير من المتابعين بين مستخدمي الإنترنت الأصغر سنًا، تحديدًا في موقع «أوه ماي نيوز»، والذي ساعد على نجاحه في الانتخابات الرئاسية.
أشار انتخاب روه إلى وصول جيل جديد من السياسيين الكوريين إلى السلطة، وهو ما يُعرف بجيل 386 (وهم الأشخاص في الثلاثين من عمرهم عند وضع هذا المصطلح، والذين كانوا يدرسون بالجامعات في ثمانينيات القرن العشرين ووُلدوا في ستينيات نفس القرن). كان هذا الجيل مليئًا بالمخضرمين من الطلاب المشاركين بالاحتجاجات ضد الحكم السلطوي والذين كانوا يؤيدون نهجًا تصالحيًا تجاه كوريا الشمالية، حتى ولو كان ذلك على حساب العلاقات الجيدة مع الولايات المتحدة. وكان روه أول رئيس لكوريا الجنوبية يولد بعد انتهاء الحكم الياباني في كوريا. وأنهى فوز روه أيضًا، في انتخابات عام 2002، هيمنة «فترة الرؤساء كيم الثلاثة»، وهم كيم داي جنغ، وكيم يونغ سام، وكيم جونغ بيل، على سياسة كوريا الجنوبية منذ سبعينيات القرن العشرين.
حصلت كوريا الجنوبية على أعلى الدرجات من منظمة «مراسلون بلا حدود»، وفي مؤشر حرية الصحافة في أثناء فترة إدارته للبلاد. وكانت قيمة عملة الوون الكورية الجنوبية في أقوى حالاتها أمام الدولار الأمريكي، منذ عام 1997، خلال فترة إدارته. وبسبب قوة العملة، أصبحت كوريا الجنوبية لأول مرة عاشر أضخم اقتصاد على مستوى العالم وتخطت حاجز 20,000 دولار أمريكي في الناتج المحلي الإجمالي الاسمي للفرد خلال فترة إدارته.
ومع ذلك، بسبب أدائه السيئ في الاقتصاد والشؤون الدبلوماسية، لم يكن روه رئيسًا محبوبًا، إذ إنه كان يحظى بأسوأ معدل قبول في المتوسط على مستوى تاريخ كوريا الجنوبية السياسي. وغالبًا ما كانت سياسته الاقتصادية محل انتقاد بسبب التمسك ببعض الآراء الاقتصادية القديمة والفشل في حل القضايا المتعلقة بظروف المعيشة. وكان هناك خلاف كبير بين كوريا الجنوبية ومسؤولي إدارة الرئيس جورج بوش الابن للولايات المتحدة، مثل كونداليزا رايس وروبرت غيتس، إذ كتبا في مذكراتهما أن روه كان معاديًا لأمريكا وكشفا عن وجود العديد من النزاعات بين الولايات المتحدة وكوريا الجنوبية بسبب تقلبات روه. كان هناك نقدًا لسياسات روه المعادية لأمريكا، وقوميته، وآرائه الموالية لكوريا الشمالية التي ساهمت في الخلافات الدبلوماسية وأضعفت مصداقيته بين الدول الأخرى. وأدى هذا أيضًا إلى تراجع بعض الدعم الشعبي له، خاصةً بين الجيل الأكبر سنًا.
وبالرغم من التوقعات العالية في البداية، واجهت رئاسة روه معارضةً قويةً من الحزب الوطني الكبير المحافظ ووسائل الإعلام. واتُهم روه باستمرار بأنه غير مؤهل للمنصب، وكانت انتقاداته المهينة تُنشر بشكل متكرر على وسائل الإعلام. ونتيجةً لهذا، انتُقدت العديد من سياسات روه، بما يشمل خطته لنقل العاصمة وخطته لتشكيل ائتلاف مع المعارضة، ولم تحقق إلا تقدمًا بسيطًا.
عاد روه، بعد تركه للمنصب، إلى مسقط رأسه بقرية بونغا. وأدار مزرعةً للبط هناك ليعيش حياةً عاديةً، مع مشاركة أخباره عبر مدونته الخاصة. أدار روه أيضًا موقعًا على الإنترنت باسم «الديمقراطية 2.0» لتعزيز النقاشات السليمة على الإنترنت. ولاحقًا بعد 14 شهرًا، اشتبهت به النيابة في قضايا رشوة، وأثارت التحقيقات اللاحقة انتباه العامة. انتحر روه في 23 مايو 2009، إذ ألقى بنفسه من أعلى أحد المنحدرات الجبلية خلف منزله، بعد كتابته: «هناك الكثير من الناس الذين يعانون بسببي» في رسالة انتحار على حاسوبه الشخصي. زار 4 ملايين شخص تقريبًا قرية بونغا، مسقط رأس روه، في الأسبوع التالي لوفاته. وأكدت الشرطة خبر انتحاره.

## محطات في حياته
- 1946 ولد في غيمهي، جيونغسانغنامدو
- 1973 تزوح من يانغ سوك
- 1959 تخرج من مدرسة دايتشانغ الابتدائية
- 1963 تخرج من مدرسة جينونغ للمرحلة المتوسطة
- 1966 تخرج من مدرسة بوسان الثانوية للتجارة
- 1968 التحق بالخدمة العسكرية
- 1971 صرف من الخدمة العسكرية مع رتبة شرف
- 1975 اجتاز امتحان القضاة الوطني
- 1977 تقاضي في محكمة مقاطعة دايجون
- 1978 وكيل نيابة ممارس
- 1981 بدأ مسيرة محامي حققوق الإنسان بعد دفاعه عن تلميذ تورط في حادثة بوريم في بوسان
- 1984 مدير مركز الأبحاث للتلوث البيئي
- 1985 مدير تنفيذي للجنة مواطني بوسان للديمقراطية
- 1987 رئيس ومدير مركز بوسان الرئيسي لحركة المواطنين لدستور ديمقراطي
- 1988 انتخب للدورة (13) للبرلمان عن مقاطعة بوسان الشرقية
- 1989 عضو في اللجنة الخاصة لبحث الفساد السياسي خلال الجمهورية الرابعة، وعضو في لجنة العمل في البرلمان
- 1990 أسس الحزب الديمقراطي – مدير التخطيط والتنسيق
- 1991 ترأس حملة توحيد القوى المعارضة
- 1993 أصبح أصغر الأعضاء سنا في المجلس الأعلى للحزب الديمقراطي الموحد
- 1997 ترأس الحملة الانتخابية لكيم داي جانغ، مرشح رئاسي للمجلس الوطني "للسياسة الجديدة". كما عمل معد لبرنامج أخباري في محطة راديو إس بي إس
- 1998 انتخب للدورة (15) للبرلمان عن مقاطعة جونغو في سيول (مرشح حزب السياسة الجديد)، حكم في خلاف إدارة العمل في شركة هيونداي موتورز
- 1999 رئيس اللجنة لتطوير المناطق الجنوب شرقية للحزب الألفي الديمقراطي
- 2000 وزير الشوؤن البحرية والثروة السمكية
- 2001 مستشار وكبير أعضاء اللجنة المركزية، الحزب الألفي الديمقراطي، ظهر في إعلان دايوو موتورز المساند رقم 154451
- 2002 تم انتخابه رئيسا للجمهورية الكورية خلال الانتخابات الرئاسية ال (16)
- 2009 الإعلان عن انتحاره

## روابط خارجية
- روه مو هيون على موقع الموسوعة البريطانية (الإنجليزية)
- روه مو هيون على موقع مونزينجر (الألمانية)
- روه مو هيون على موقع إن إن دي بي (الإنجليزية)